# Missy Higgins
Missy Higgins, właśc. Melissa Morrison Higgins (ur. 19 sierpnia 1983 w Melbourne) – australijska piosenkarka, autorka tekstów, a także aktorka. Jej albumy, które osiągnęły 1 miejsce w Australii, to The Sound of White (2004), On a Clear Night (2007) i The Ol' Razzle Dazzle (2012).
Była pięciokrotnie nominowana do prestiżowej nagrody ARIA Music Awards (pełna nazwa: The Australian Recording Industry Association Music Awards) w 2005 roku za singel „Scar” (w kategorii najlepsze wydawnictwo pop), rok później z siedmiu nominacji pięć zamieniono na nagrody. Kolejnych siedem nagród ARIA zdobyła w 2007 roku.
Poza karierą muzyczną jest zaangażowana w ruch obrony praw zwierząt i ochrony środowiska.
W 2010 roku zadebiutowała jako aktorka rolą w filmie Bran Nue Dae, w którym także można posłuchać jej śpiewu na ścieżce dźwiękowej.

## Dyskografia
- 2004: The Sound of White
- 2007: On a Clear Night
- 2012: The Ol' Razzle Dazzle
- 2014: Oz